# Список островів Японії

Фізико-географічна карта Японії

Японія має 6852 острови, включно із спірними островами, які вона не контролює. Тільки 425 з них заселені, а 98 % населення Японії проживає на чотирьох основних островах.
Чотири основні острови Японії:
- Хоккайдо[4]
- Хонсю[5] — найбільший острів, на якому розташована столиця Японії, Токіо.
- Сікоку
- Кюсю[6]

## Основні острови
| Розташування | Острів   | Площа (км²) |
| ------------ | -------- | ----------- |
|              | Хонсю    | 227 976,10  |
|              | Хоккайдо | 77 984,86   |
|              | Кюсю     | 36 753,00   |
|              | Сікоку   | 18 301,17   |

## Список малих островів Японії

### Префектура Хоккайдо

Фізико-географічна карта Хоккайдо

- Осіма (яп. 大島)
- Острів Окушірі конічіва
- Теурі (天売島)
- Ребун (礼文島)
- Рісірі (яп. 利尻島, Rishiri-tō)[8]
- Яґісірі (焼尻島)
- Камоме (鷗島)

### Острови біля берегів Хонсю вЯпонському морі

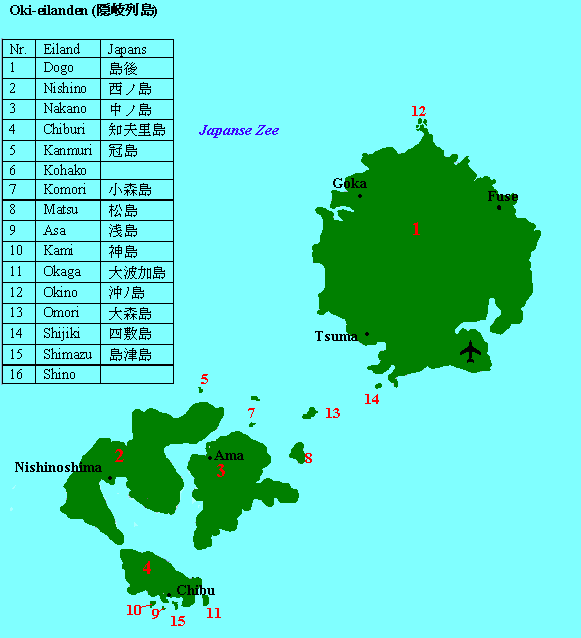
Острови Окі

- Авасіма (Ніїґата) (粟島)
- Канмурідзіма (冠島)
- Куцудзіма (沓島)
- Міцукедзіма (見附島)
- Архіпелаг Нанацудзіма (七ツ島)
- Нотодзіма (能登島)
- Острови Окі (隠岐諸島)
- Оомідзіма (ja:青海島)
- Садо (Ніїґата)[9]
- Такасіма (高島)
- Тобісіма (飛島)
  - Осякудзіма (ja:御積島)
- Цуносіма (角島)
- Умасіма (馬島)

### Острови вТокійській затоці(штучні острови)

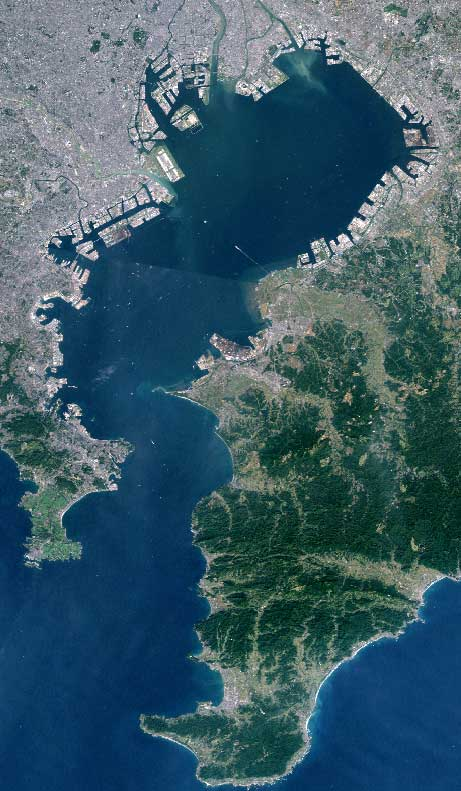
Супутниковий фотознімок Токійської затоки

- Юменосіма (夢の島)
- Одайба (お台場)
- Сарусіма (猿島, природний)
- Дзьонандзіма (ja:城南島)
- Хейвато (ja:平和島)
- Сьовато (ja:昭和島)
- Кейхінто (ja:京浜島)
- Міжнародний аеропорт Токіо
- Кацусіма (ja:勝島)
- Хаккейдзіма (ja:横浜・八景島シーパラダイス)
- Хіґасі Оґідзіма (ja:東扇島)
- Вакасу (若洲)
- Ооґісіма (ja:扇島)

### Острови вОсацькій затоці(штучні острови)

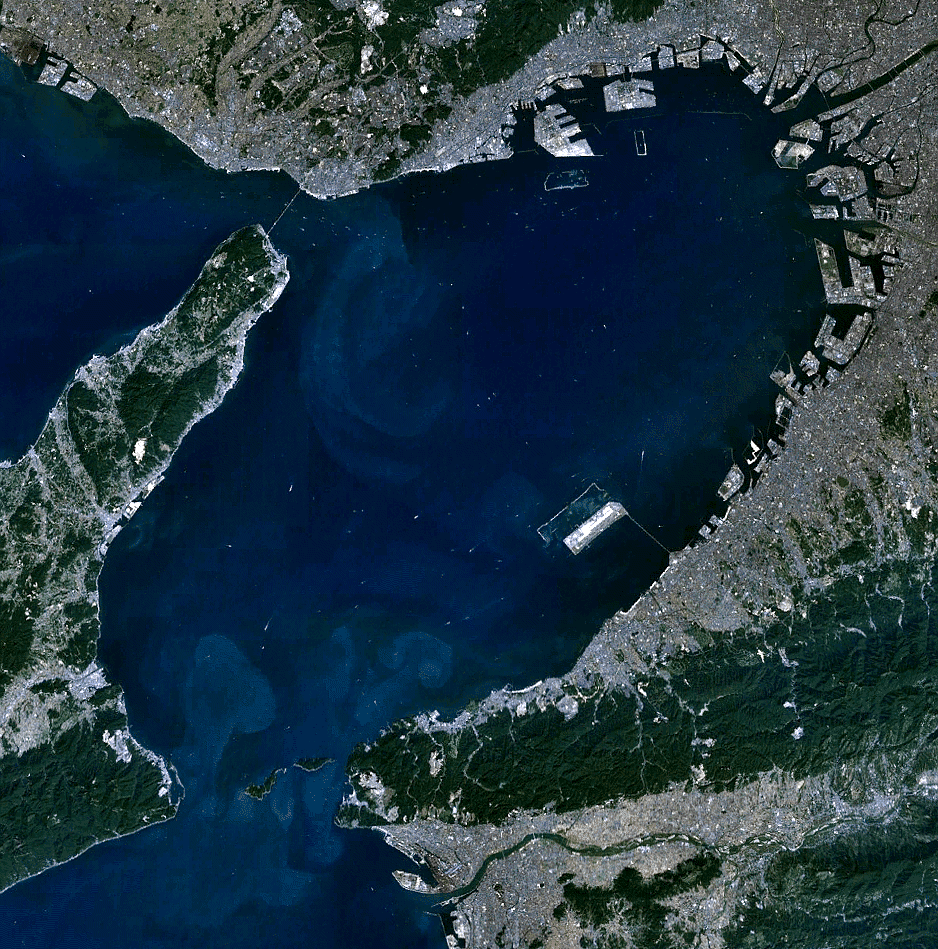
Супутниковий знімок Осацької затоки

- Майсіма (ja:舞洲)
- Юмесіма (ja:夢洲)
- Сакісіма (ja:咲洲)
- Міжнародний аеропорт Кансай
- Аеропорт Кобе (神戸空港)
- Порт-Айленд (яп. ポートアイランド, по:то айрандо)
- Рокко-Айленд (яп. 六甲アイランド, рокко: айрандо)
- Мінамі-Асіяхама (ja:南芦屋浜)
- Wakayama Marina City (яп. 和歌山マリーナシティ, вакаяма марі:на сіті)
- Нісіноміяхама (ja:西宮浜)

### Острови взатоці Ісе
- Міжнародний аеропорт Чюбу (штучний острів)
- Камісіма (神島)
- Касікодзіма (賢島)
- Кодзукумідзіма (小築海島)
- Мікімото-Сіндзю-Дзіма (ミキモト真珠島)
- Одзукумідзіма (大築海島)

### Острови вТихому океані

Острови Ідзу

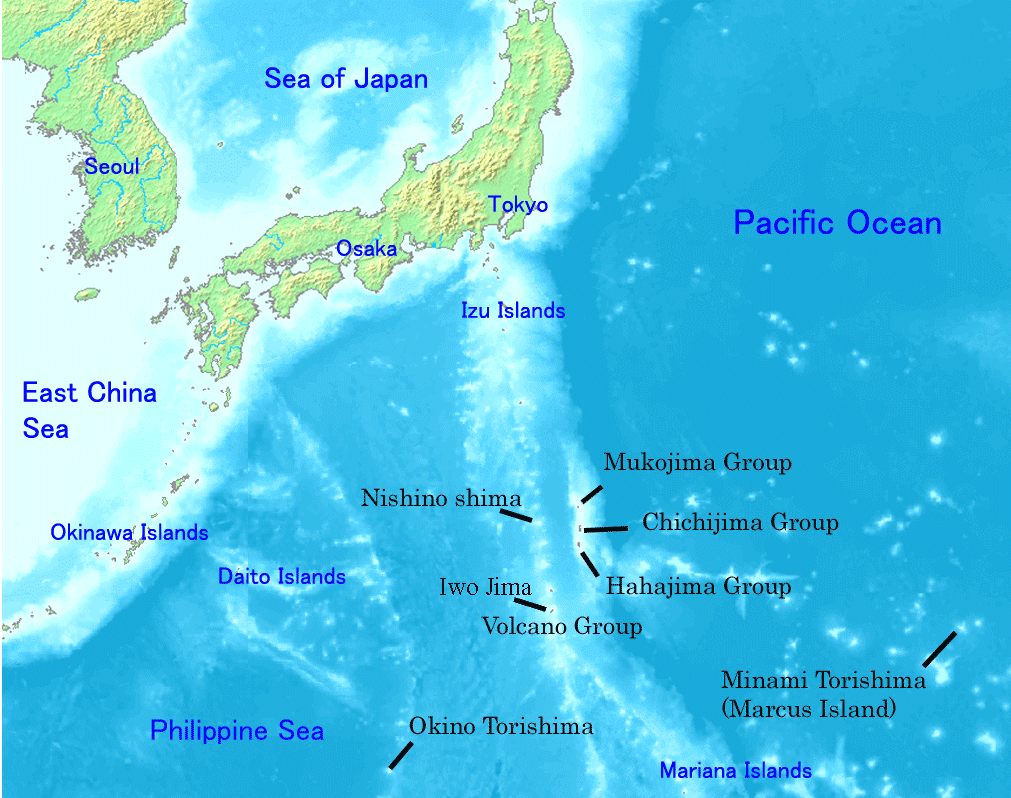
Острови Оґасавара

- Острів Мінамі-Торісіма
- Еносіма (江の島)
- Острови Нампо (яп. 南方諸島, Nanpō Shotō)
  - Острови Ідзу[10] (яп. 伊豆諸島, Izu Shotō)
    - Острів Аоґасіма[11] (青ヶ島)
    - Острів Хатідзьо[12] (八丈島)
    - Острів Ідзу-Осіма[13] (伊豆大島)
    - Острів Кодзу (神津島)
    - Острів Міяке (三宅島)
    - Острів Мікура (御蔵島)
    - Острів Ніїдзіма (新島)
    - Острів Сікіне (式根島)
    - Тосіма (利島村)
    - Торісіма[14] (鳥島)
    - Удонедзіма

  - Острови Оґасавара[15] (яп. 小笠原群島, Ogasawara Guntō)
    - Архіпелаг Мукодзіма (яп. 聟島列島, Mukojima Rettō)
    - Архіпелаг Тітідзіма (яп. 父島列島, Chichijima Rettō)
    - Архіпелаг Хахадзіма[en] (яп. 母島列島, Hahajima Rettō)
    - Окіноторі (沖ノ鳥島)

  - Архіпелаг Кадзан (яп. 火山列島, Kazan Rettō) включно з островом Нісіносіма (яп. 西之島, Nishi-no-shima)
    - Кіта-Іото[en] (яп. 北硫黄島, Kita-Iōtō)
    - Іото (яп. 硫黄島, Iō-tō)
    - Мінамі-Іото[en] (яп. 南硫黄島, Minami-Iōtō)

### Острови довкола Кюсю

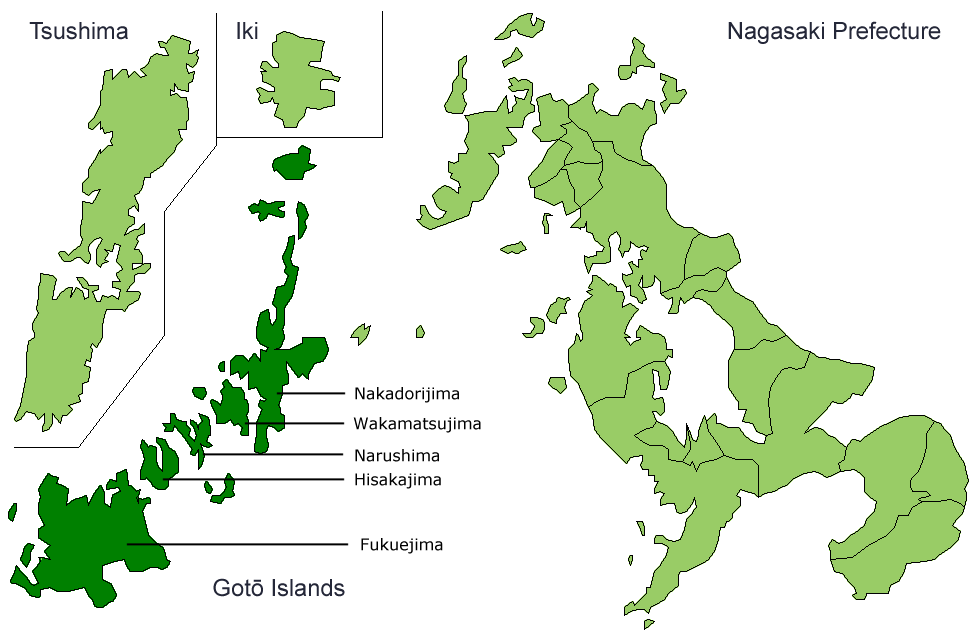
Острови Ґото

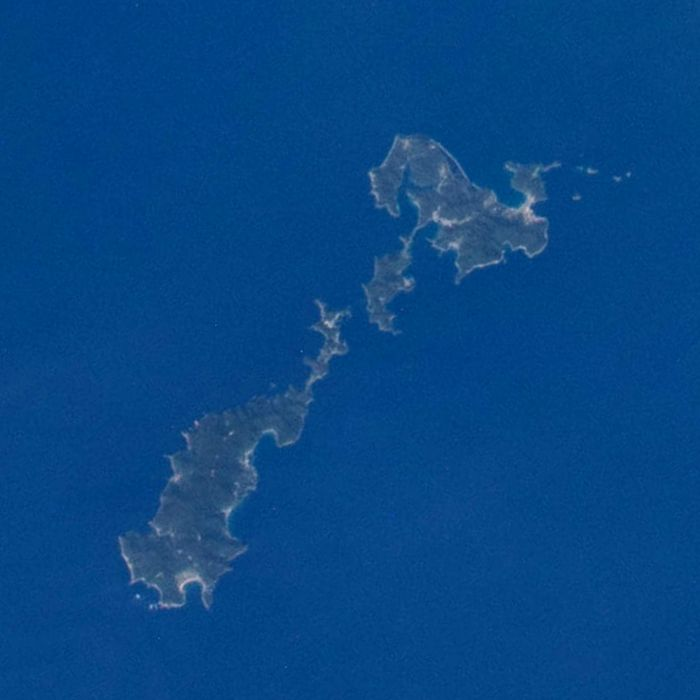
Архіпелаг Косікідзіма, супутниковий знімок НАСА

Більшість з них розташовані у Східнокитайському морі.
- Амакуса (天草)
  - Сімосіма (下島)
  - Камісіма (上島)
- Наґасіма (長島)
- Аосіма (青島)
- Острови Ґото (五島列島)
- Острови Дандзьо (ja:男女群島)
- Хідзенторісіма (ja:鳥島 (長崎県))
- Хасіма[16] (端島)
- Острів Хірадо (平戸島)
- Острів Ікі (壱岐島)
- Архіпелаг Косікідзіма (甑島列島)
  - Сімокосікідзіма (下甑島)
  - Камікосікідзіма (上甑島)
- Цусіма (対馬)

### Острови довкола Сікоку
- Куросіма (黒島)
- Нії-Осіма (新居大島)

### Острови Рюкю(нансей сьото)

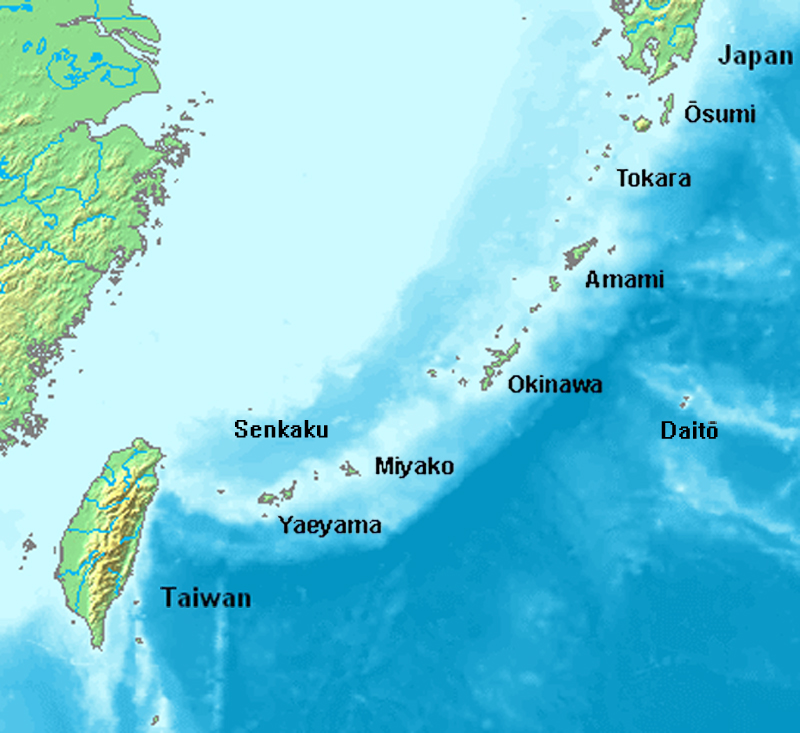
Острови Рюкю

#### Острови Сацунан

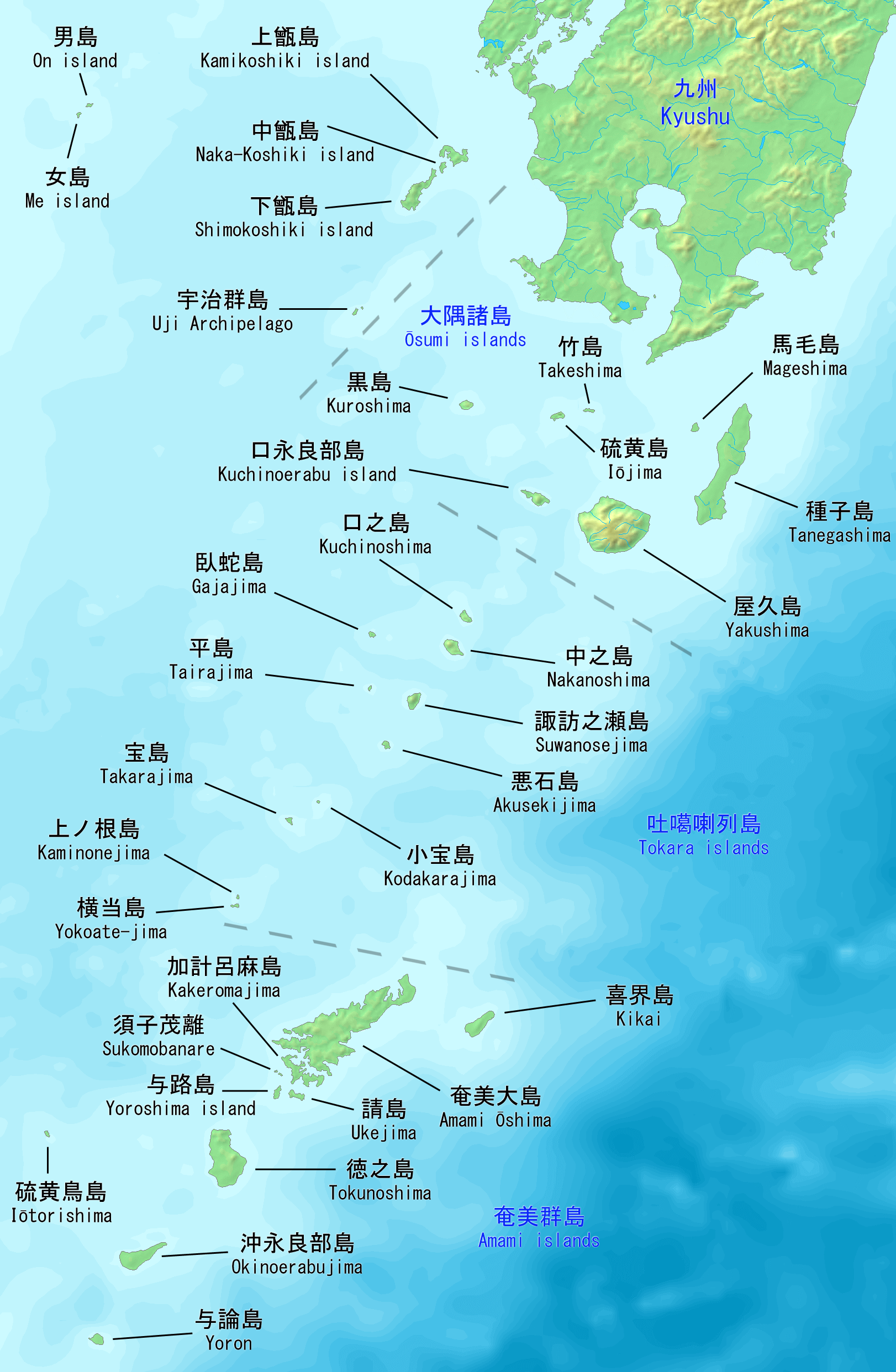
Острови Сацунан префектури Каґосіма

Північна половина адміністративно є частиною префектури Каґосіма та Кюсю.

##### Острови Осумі
Північно-східна група:
- Танеґасіма (種子島)
- Якусіма (屋久島)
- Кутіноерабудзіма (口永良部島)
- Маґесіма (馬毛島)

Північно-західна група:
- Такесіма (竹島)
- Іодзіма (硫黄島)
- Сьова-Іодзіма (昭和硫黄島)
- Куросіма (黒島)

##### Острови Токара
- Кутіносіма (口之島)
- Наканосіма (中之島)
- Ґадзадзіма (臥蛇島)
- Суваноседзіма (諏訪之瀬島)
- Акусекідзіма (悪石島)
- Тайрадзіма (平島)
- Кодакарадзіма (小宝島)
- Такарадзіма (宝島)

##### Острови Амамі
- Амамі-Осіма (奄美大島)
- Кікайдзіма (喜界島)
- Какеромадзіма (加計呂麻島)
- Йоросіма (与路島)
- Укедзіма (請島)
- Токуносіма (徳之島)
- Окіноерабудзіма (沖永良部島)
- Йорондзіма (与論島)

#### Острови Рюкю (рюкю сьото)
Південна половина, префектура Окінава

##### Острови Окінава

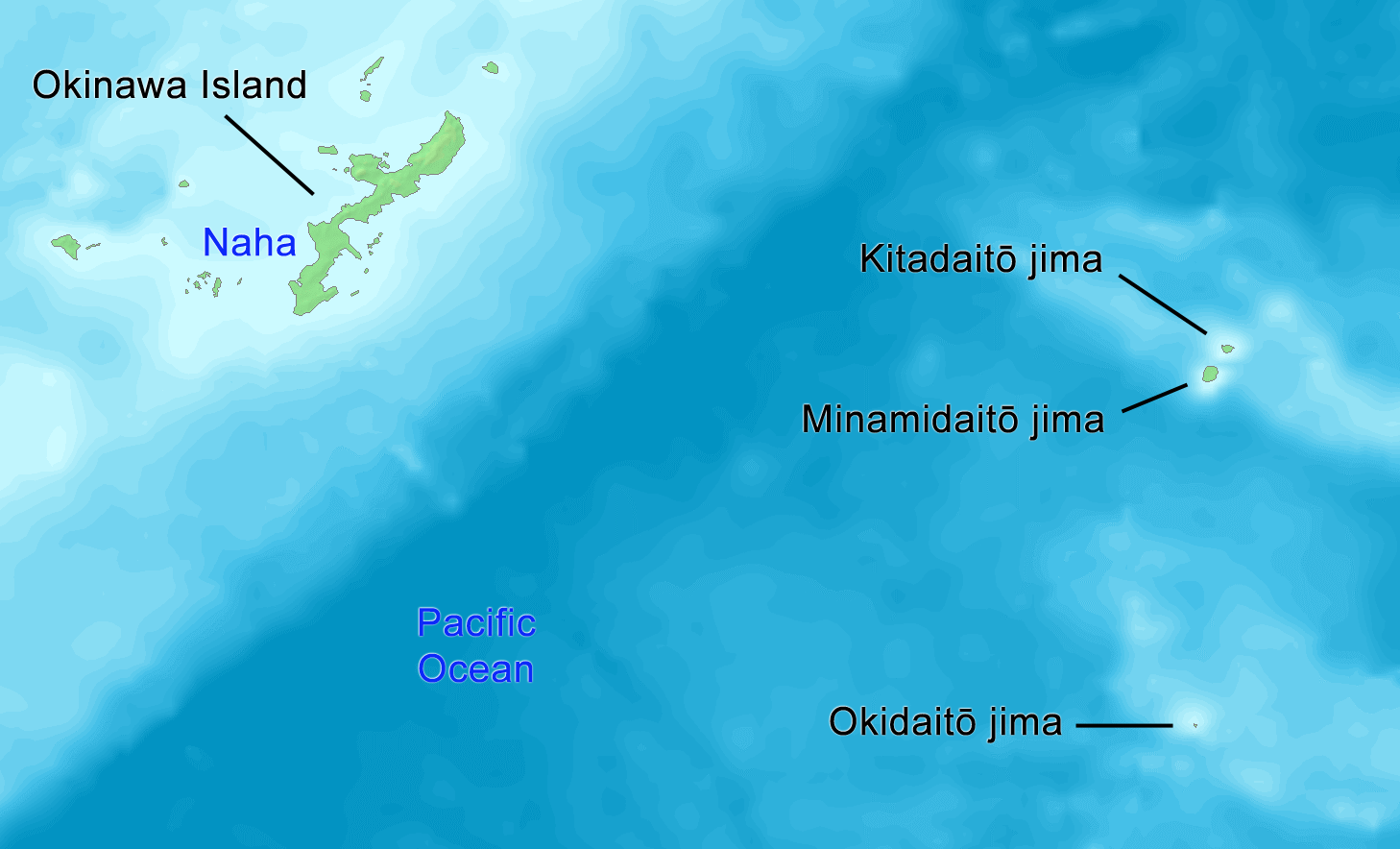
Острови Дайто

Центральна група:
- Окінава (沖縄本島)
- Кумеджіма (久米島町)
- Іхеядзіма (伊平屋島)
- Ідзенадзіма (伊是名島)
- Аґунідзіма (粟国島)
- Іедзіма (伊江島)
- Іоторісіма[17] (硫黄鳥島)
- Острови Карема (慶良間諸島)
  - Токасікідзіма (渡嘉敷島)
  - Дзамамідзіма (座間味島)
  - Акадзіма (阿嘉島)
  - Ґерумадзіма (慶留間島)
- Острови Дайто (大東諸島)
  - Кітадайто (北大東島)
  - Мінамі Дайто (南大東島)
  - Окідайтодзіма (沖大東島)

##### Сакісіма
- Острови Міяко (宮古列島)
  - Острів Міяко (宮古島)
  - Ікема (池間島)
  - Огамі (来間島)
  - Ірабу (伊良部島)
  - Сімодзі (下地島)
  - Куріма (来間島)
  - Мінна (多良間村)
  - Тарама (多良間村)
- Острови Яеяма (八重山列島)
  - Іріомоте (西表島)
  - Ісіґакі (石垣島)
  - Острів Такетомі (竹富島)
  - Кохама (小浜島)
  - Куросіма (黒島)
  - Араґусуку (新城島)
  - Хатома (鳩間島)
  - Юбу (由布島)
  - Хатерума (波照間島)
  - Острів Йонаґуні (与那国島)

Острови Міяко

Острови Яеяма

Острови Сенкаку

- Острови Сенкаку (яп. 尖閣諸島, спірна з Китаєм територія, контролюються Японією)
  - Острів Уоцурі (魚釣島)
  - Кубасіма (久場島)
  - Острови Сенкаку (尖閣諸島)
  - Кіта-Кодзіма (北小島)
  - Мінамі-Кодзіма (南小島)

### Острови уВнутрішньому Японському морі
- Острови Касаока (笠岡諸島)
  - Такасіма (高島)
  - Сірайсідзіма (白石島)
  - Кітаґісіма (北木島)
  - Ообісіма (大飛島)
  - Кобісіма (小飛島)
  - Манабесіма (真鍋島)
  - Мусіма (六島)
- Острови Сіваку (塩飽諸島)
- Авадзі (淡路島)
- Етадзіма (江田島)
- Курахасідзіма (倉橋島)
- Інудзіма (犬島)

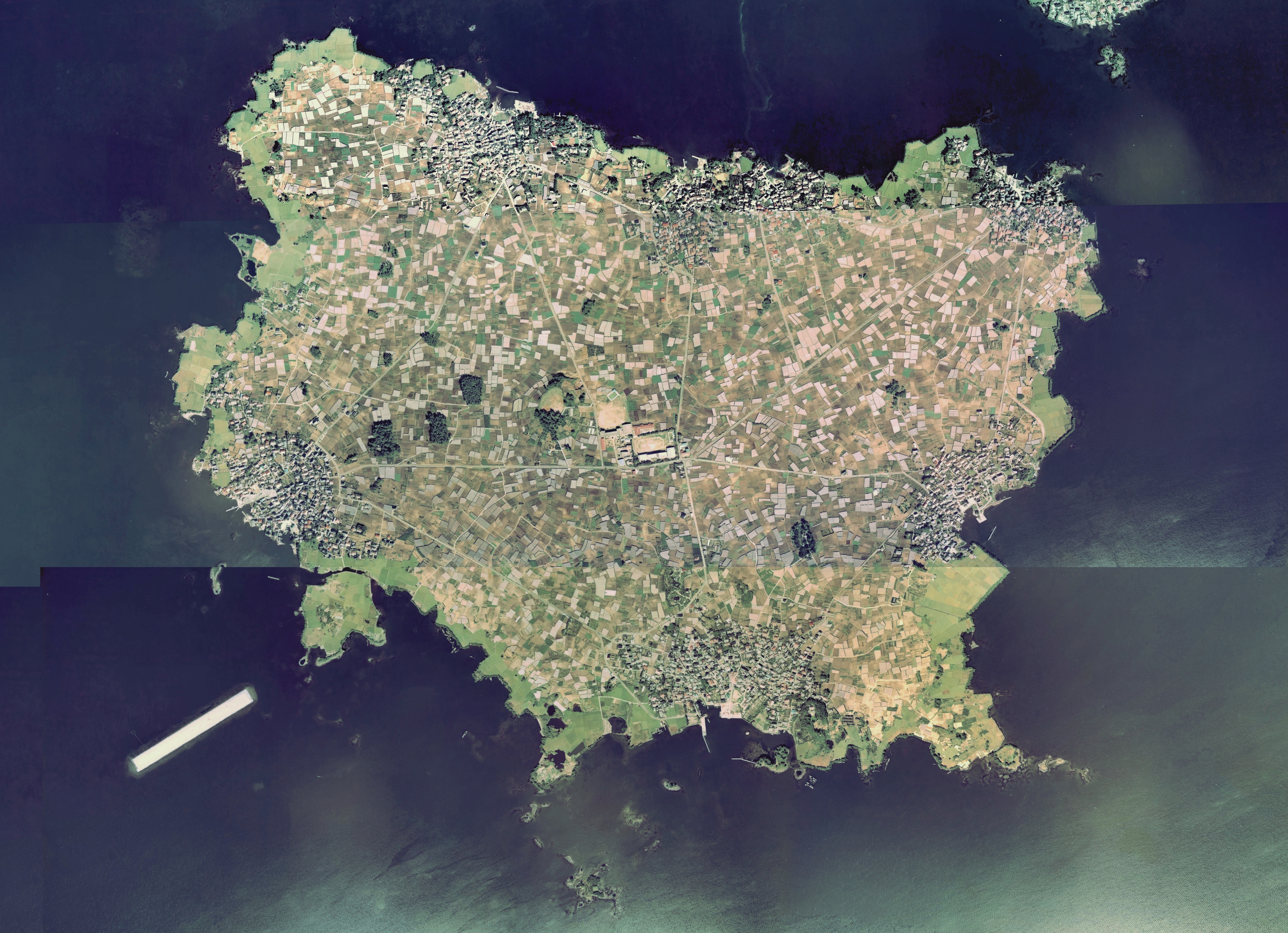
Дайкондзіма

- Іцукусіма (яп. 厳島, відомий також як «Міядзіма»)
- Сьодосіма (小豆島)
- Острови Наосіма
- Суо-Осіма (周防大島町)
- Хімесіма (姫島村)
- Аосіма (青島)
- Хасіра (柱島)
- Окамура (岡村島)
- Осіма (大島)
- Мукайсіма (向島)
- Оомісіма (大三島)

### Острови на озерах
- Дайкондзіма (大根島)
- Бентендзіма на озері Тоя
- Бентендзіма на озері Хамана

### Інші штучні острови
- Міжнародний аеропорт Чюбу
- Дедзіма (出島)
- Аеропорт Кіта-Кюсю

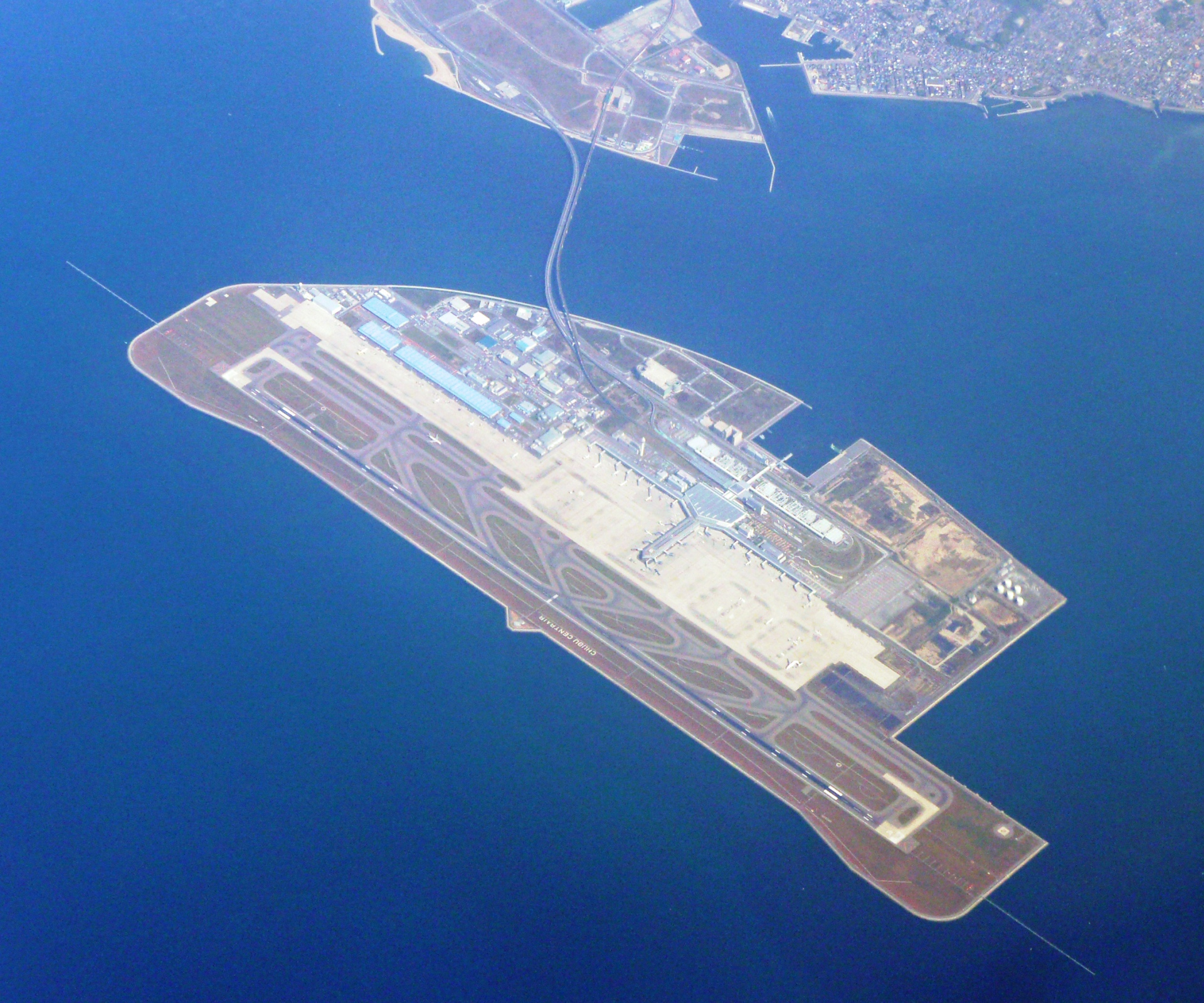
Міжнародний аеропорт Чюбу

- Мідоріносіма біля берегів Хакодате (ja:緑の島, штучний)
- Malimpia Okinosu (ja:マリンピア沖洲, штучний)
- Вакаедзіма (ja:和賀江島, штучний)
- Айленд-Сіті (яп. アイランドシティ, айрандо сіті, штучний)

### Спірні території (не контролюються Японією)

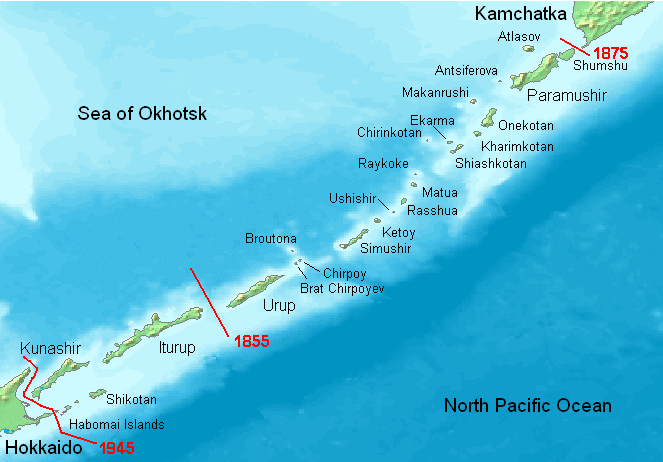
Курильські острови. Японія вимагає від Росії повернути острови, щоб кордон проходив як у 1855 році

#### Північні території
Три Курильські острови і група Хабомай (відомі також як острови Тісіма) вважаються спірною територією між Японією і Росією.
- Ітуруп (яп. 択捉島, Еторофу)
- Хабомай (歯舞群島)
- Кунашир (国後島)
- Шикотан (色丹島)

#### Інші
- Ліанкурові скелі (Токто, яп. 竹島 Такесіма) — контролюються Південною Кореєю